# Filtro FIR
Um filtro FIR ou de resposta ao impulso finita é um tipo de filtro digital caracterizado por uma resposta ao impulso que se torna nula após um tempo finito, em contraste com os filtros IIR.
Um filtro FIR digital genérico terá uma saída dada pela fórmula:
{\displaystyle y\left(n\right)=h_{0}x\left(n\right)+h_{1}x\left(n-1\right)+...+h_{P}x\left(n-P\right)}
Onde {\displaystyle P} é a ordem do filtro, {\displaystyle x(n)} o sinal de entrada, {\displaystyle y(n)} o sinal de saída e {\displaystyle h_{i}} são os coeficientes do filtro.
A equação anterior também pode ser expressa por: 
{\displaystyle y\left(n\right)=\sum _{i=0}^{P-1}h_{i}x\left(n-i\right)}

## Estrutura
A estrutura básica de um filtro FIR é:
Na figura os termos h são os coeficientes e os T são os elementos de atraso.

## Propriedades
Os filtros FIR apresentam algumas propriedades úteis que podem os tornar preferíveis aos filtros IIR. Os filtros FIR:
- São inerentemente estáveis.[1]
- Não usam realimentação. Em consequência os erros de arredondamento não se acumulam.
- Podem ter fase linear.[1]
- Podem ter fase mínima.